# Georg Abraham Löbel
Georg Abraham Löbel (* 20. Juli 1604 in Platten; † 26. November 1685 in Johanngeorgenstadt) war ein böhmischer Bergmeister und zuvor Ratsverwandter, Rats- und Gerichtsbeisitzer der böhmischen Bergstadt Platten im Erzgebirge. Als Exulant gehört er zu den Gründern von Johanngeorgenstadt im Kurfürstentum Sachsen.

## Leben
Er war der Sohn des Ratsherrn und Handelsmanns in Platten, Abraham Löbel (1571–1613). In der böhmischen Bergstadt Platten besuchte er auch die Schule. Wie sein Vater wurde auch er Beisitzer der städtischen Rats und des Stadtgerichts in Platten. Durch Vermittlung seines Onkels Johann Löbel, der Bergmeister in Platten war, erhielt er in der benachbarten Bergstadt Frühbuß die freigewordene Stelle als Bergmeister. Er blieb jedoch nicht lang im Dienst. Aufgrund seines evangelischen Glaubens sah er sich gezwungen, als Exulant das katholische Königreich Böhmen zu verlassen und sich jenseits der Grenze im November 1653 vorübergehend in Jugel einen Unterschlupf zu finden. Er wurde zu den Mitbegründern der Exulantenstadt Johanngeorgenstadt. Durch Losentscheid erhielt er im Sommer 1654 eine Baustatt im vierten Viertel der Stadt an der Jugler Gasse direkt am Kirchhof zugewiesen.
Wie in der Bergstadt Platten so wurde Georg Abraham Löbel auch in Johanngeorgenstadt in den Stadtrat aufgenommen und zusätzlich Gerichtsbeisitzer. Zusätzlich errichtete er in der Mühlgasse 103 ein weiteres Haus.
Verheiratet war er mit Anna Groß, die er am 5. Mai 1625 in Wiesenthal geheiratet hatte. Ihre gemeinsame Ehe währte 62 Jahre. Ihre Kinder waren:
- Magdalena (* 29. Februar 1626 in Platten)
- Anna Elisabeth (* 22. Februar 1630 in Platten)
- Georg Abraham (* 12. September 1632 in Platten; † 5. September 1701 in Johanngeorgenstadt), Ehe mit Barbara Seydel
- Rosina (* 31. Juli 1635 in Platten)
- Maria (* 6. April 1638 in Platten; † 1686)
- Johann Paul, Ratsverwandter und Spitzenhändler (* 7. Juli 1640 in Platten; † 17. Februar 1683)
- Augustinus, Theologiestudent, Stadtrichter (* 10. Juli 1643 in Platten; † 12. Juni 1712)

Seine Tochter Maria Löbel verlobte sich am 29. September 1659 mit dem Schulmeister und späteren Rektor Johannes Georgi und ließ sich am 23. Oktober in der evangelischen Stadtkirche von Johanngeorgenstadt vom Pfarrer Polykarp Weber trauen, mit welchem sie 26 Jahre verheiratet war und mit ihm 16 Kinder, als acht Söhne und acht Töchter, zeugte.